# Liste der Kulturdenkmäler in Mückeln
In der Liste der Kulturdenkmäler in Mückeln sind alle Kulturdenkmäler der rheinland-pfälzischen Ortsgemeinde Mückeln aufgeführt. Grundlage ist die Denkmalliste des Landes Rheinland-Pfalz (Stand: 17. Juli 2023).

## Einzeldenkmäler
| Bezeichnung              | Lage                        | Baujahr   | Beschreibung                                         | Bild                           |
| ------------------------ | --------------------------- | --------- | ---------------------------------------------------- | ------------------------------ |
| Katholische Filialkirche | Kirchstraße 7 Lage          | nach 1945 | Saalbau mit wuchtigem Westturm, wohl nach 1945       | weitere Bilder Fotos hochladen |
| Missionskreuz            | Kirchstraße, bei Nr. 7 Lage | 1734      | Missionskreuz; Kreuzigungsbildstock, bezeichnet 1734 | weitere Bilder Fotos hochladen |